# Iglesia de San José (Concepción)
La Iglesia de San José es un templo de culto católico ubicado en la comuna chilena de Concepción, capital de la Región del Biobío. Históricamente ha sido administrada por la Orden de los Hermanos Menores Capuchinos desde su llegada a la ciudad.

## Historia
Los primeros monjes capuchinos llegaron a la ciudad de Concepción en 1855, correspondiente a un grupo de sacerdotes misioneros de origen italiano. Ellos llegaron a establecerse en el convento de la Orden Franciscana que estaba situado en las actuales dependencias de la Iglesia San José, donde anteriormente se encontraba una pequeña ermita conocida como la «Capilla de la Caridad». Posteriormente en 1889 arribó a Concepción un segundo grupo de monjes capuchinos, esta vez españoles provenientes de Navarra. En sus inicios, una de las funciones principales que cumplía la iglesia era el de velar por los difuntos, como la celebración de funerales y otras actividades vinculadas a los muertos, dado que la calle donde se encontraba era un paso obligado de camino al Cementerio General para los cortejos fúnebres celebrados en la ciudad. En 1921, la iglesia fue elevada a parroquia por el Obispo de Concepción de entonces, Monseñor Gilberto Fuenzalida Guzmán.
El actual templo fue construido en estilo moderno luego de que el terremoto de 1960 destruyó el templo primitivo casi en su totalidad, que ya había sido reparado con anterioridad debido a los daños producidos en el terremoto de 1939. Fue diseñado por los arquitectos chilenos Jaime Besa, Hernán Riesco y Jorge Larraín, obra que fue finalizada e inaugurada en 1965. 
En 1985 durante la dictadura militar, la Arquidiócesis habilitó el Comedor Fraterno San José en dependencias de esta iglesia, un lugar destinado a la beneficencia para otorgar comidas preparadas a personas en situación de calle de la ciudad. En 1987, se modificó la terraza del segundo piso para poder construir 17 dormitorios para los más desposeídos de la ciudad. Posteriormente se convirtió en un hogar universitario para jóvenes estudiantes católicos de escasos recursos provenientes de localidades alejadas de Concepción.
A partir de 2016, la iglesia dejó de ser una parroquia y pasó a dependencias de la parroquia Del Sagrario, la cual forma parte del conjunto arquitectónico de la Catedral de la Santísima Concepción y es administrada de forma directa por la Arquidiócesis homónima.
En dependencias del recinto religioso fue inaugurado el Salón Marianela de Lourdes González Peña de la Vicaría Pastoral de Juventud de la Arquidiócesis de la Santísima Concepción, nombrado así en 2021 por el Arzobispo de Concepción, Fernando Chomalí, en homenaje póstumo a una joven misionera y líder de la juventud católica de la provincia de Arauco, quien falleció en el incendio de su casa en Contulmo ese mismo año.